# چشم‌سفید رنگ‌پریده
چشم‌سفید رنگ‌پریده (نام علمی: Zosterops pallidus) نام یک گونه از سرده چشم‌سفید است.